# Stinderbachtal
Das Naturschutzgebiet Stinderbachtal liegt im westlichen Teil auf dem Gebiet der Stadt Erkrath, im östlichen Teil auf dem Gebiet der Stadt Mettmann im Kreis Mettmann in Nordrhein-Westfalen.
Das Gebiet erstreckt sich nordöstlich der Kernstadt von Erkrath entlang des Stinderbaches. Am westlichen Rand des Gebietes verläuft die A 3 und südöstlich die Kreisstraße K 26.

## Beschreibung
„Der Talraum ist geprägt durch einen Wechsel von Feuchtgrünland, Fettwiesen und -weiden, Feuchtbrachen, Röhrichtbeständen, Uferhochstauden, stehenden Kleingewässern, Hochstaudenfluren, Kopfweiden sowie bachbegleitende Erlen- und Buchenwälder. Die stellenweise steilen Talhänge sind überwiegend mit Buchenhochwäldern, aber auch mit Erlen-, Eichen-Hainbuchen-, Birken-, Ahorn- und Eschen-Ahornwald sowie Feldgehölzen bestockt. Stellenweise finden sich auch in den Hangbereichen Magerweiden und z. T. extensive Grünlandflächen. Große Abschnitte des Baches werden von Ufergehölzen begleitet.
Der überwiegend naturnahe Stinderbach hat sich stellenweise tief in den Lössboden eingegraben und zeigt wechselnde Strömungsgeschwindigkeiten und Uferabbrüche. In seinem Verlauf befinden sich einige Fischteiche, die teilweise im Haupt- und teilweise im Nebenschluss geführt werden und z. T. bereits verlanden. In den Stinderbach münden mehrere Nebenbäche, die teilweise als Wald- und teilweise als Wiesenbäche anzusprechen sind. Hervorzuheben ist der hohe Anteil typischer Pflanzenarten der Bachauen, Feuchtwiesen und Auenwälder in den Auenbereichen. Der Stinderbach weist eine hohe Wassergüte auf.
Entlang des Stinderbaches haben sich stellenweise Röhrichtbestände vorwiegend mit Schilf und Rohrglanzgras herausgebildet. Weiterhin wurden im Gebiet insgesamt 9 Seggenarten festgestellt.
In dem Gebiet befinden sich zahlreiche Quellen, die durch eine typische Quellfauna gekennzeichnet sind. Die häufigsten Quelltypen sind Waldsickerquellen, kleine Waldfließquellen und sumpfige Offenlandquellen, die zumeist naturnah ausgeprägt sind.
Die Flächen stellen einen wichtigen Lebensraum für zahlreiche Vögel dar, darunter mehrere Rote Liste Arten. Als Brutvögel wurden Dorngrasmücke und Steinkauz, als Gastvogel der Sperber nachgewiesen. Darüber hinaus wurden im Gebiet gefährdete Fledermausarten sowie eine gefährdete Heuschreckenart festgestellt. In dem Gebiet wurden weiterhin 9 Pflanzenarten der Roten Liste NRW nachgewiesen.
Durch das kleinräumige Nebeneinander von Grünlandbereichen, hochstaudenreichen Feuchtwiesen, Brachen, ausgedehnten Röhrichtbeständen, bachbegleitenden Gehölzen und Wäldern weist das Stindertal eine hohe Strukturvielfalt auf, die erhalten und optimiert werden soll.“

## Wanderwege
Außer dem Wanderparkplatz an der Stindermühle gibt es vier weitere: Kißberg, Nösenberg, sowie an der K12 bei Laubach und Gans. Vom Wanderparkplatz Kißberg führen A1 und A2 ins Tal zur Stindermühle. A1 führt hier nach Westen durch das untere NSG Stinderbachtal  und durch das Dorper Bachtal (Weg „Maria im Tal“) über Dorp zurück. A2 durchläuft dann ab der Stindermühle das mittlere und obere NSG Stinderbachtal und kehrt über Nösenberg zurück. A3 ist ein Rundweg durch das obere NSG Stinderbachtal – entweder ab Parkplatz Nösenberg oder Laubach. Der Neanderlandsteig durchläuft das gesamte NSG Stinderbachtal.

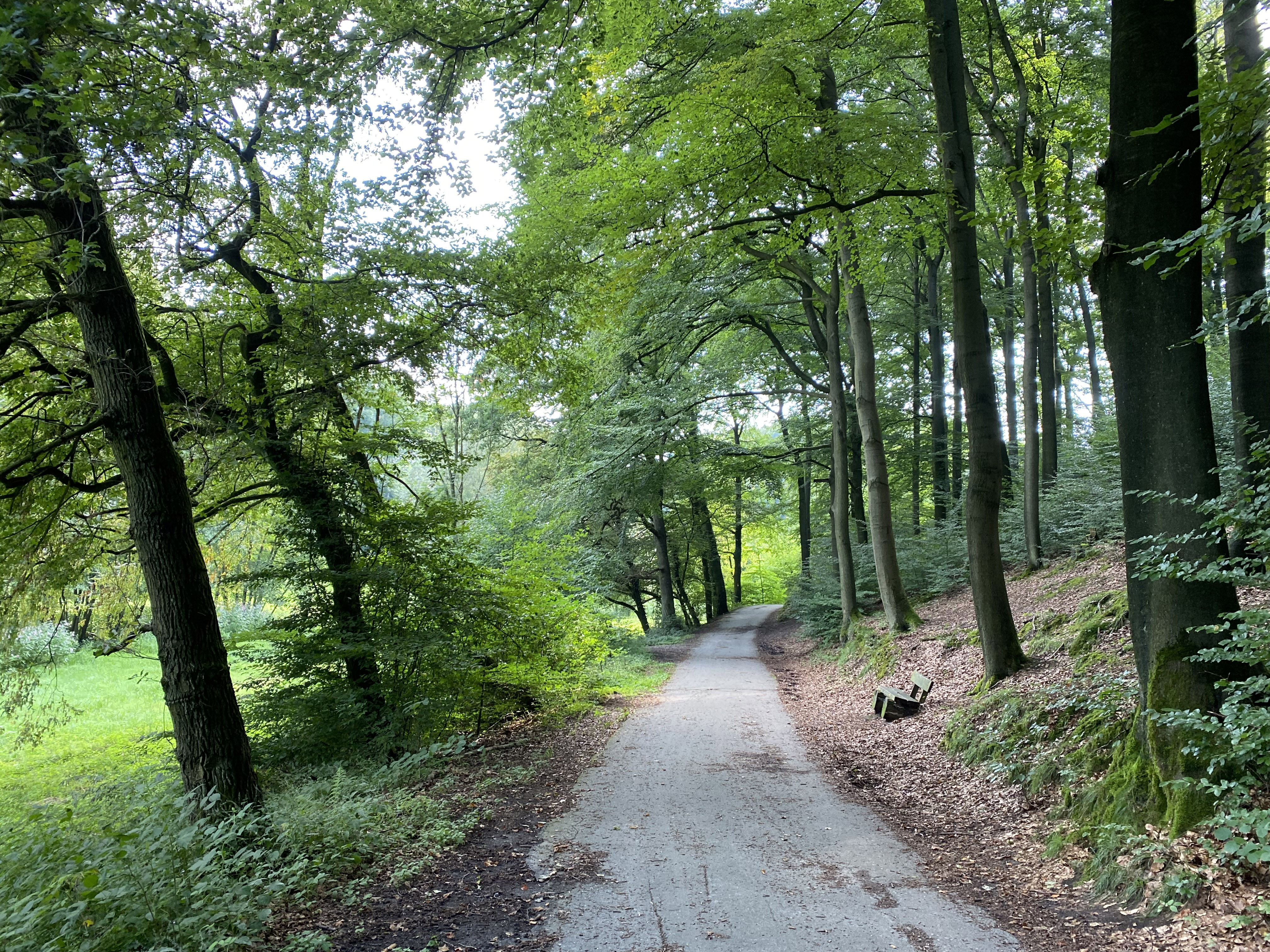
Buchenwald am südlichen Talhang
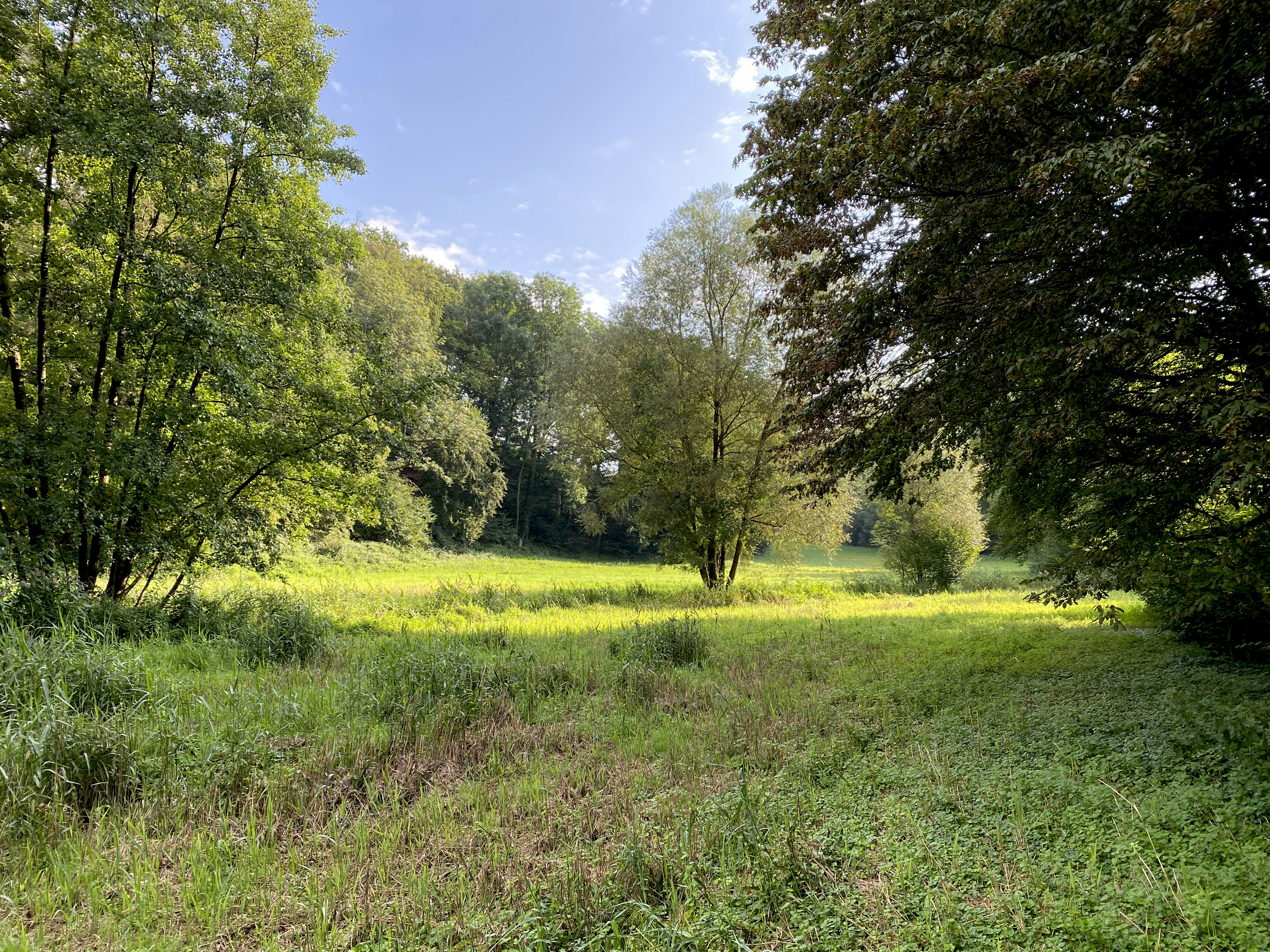
Aue im westlichen Bereich des NSG
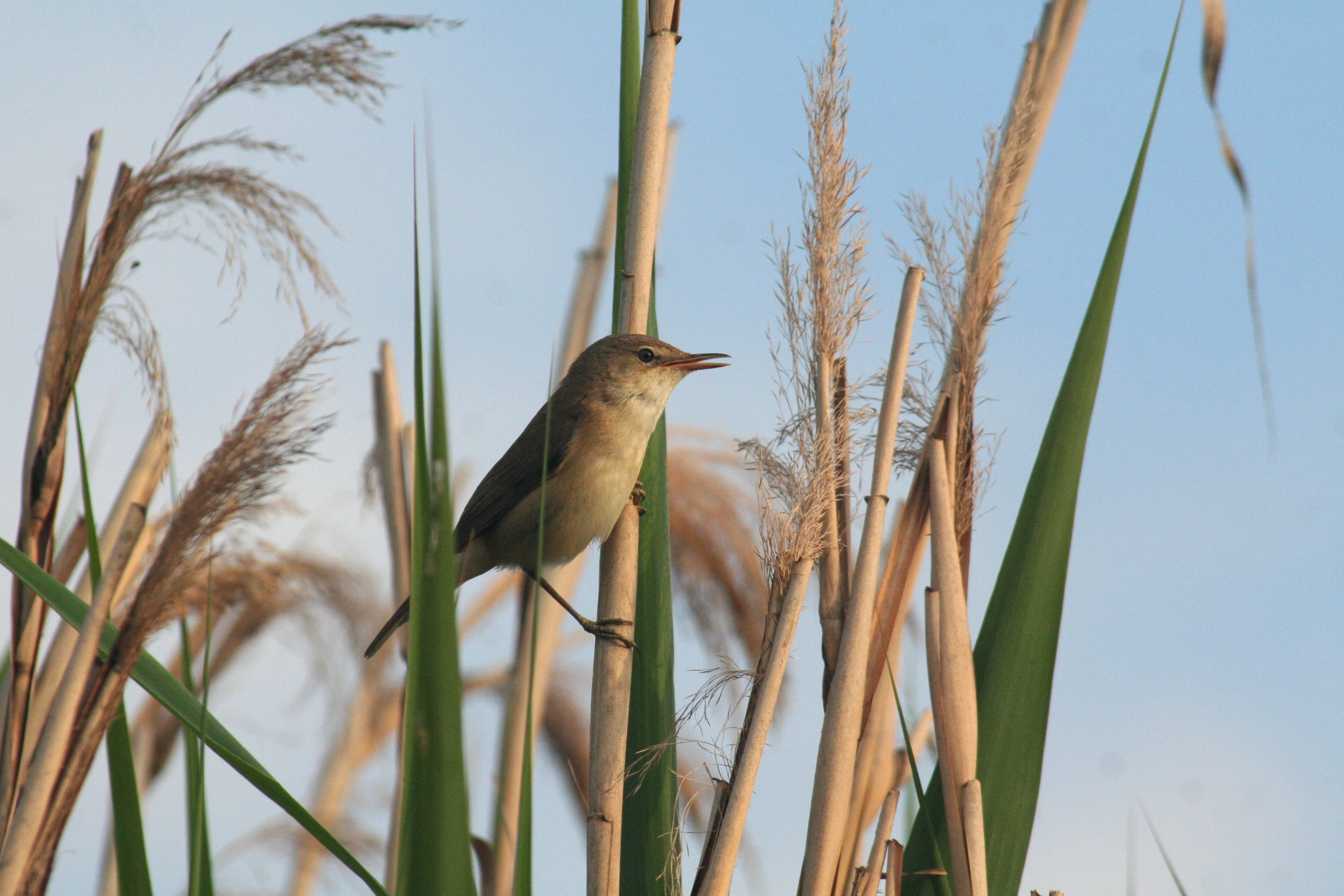
Teichrohrsänger – heimisch im NSG
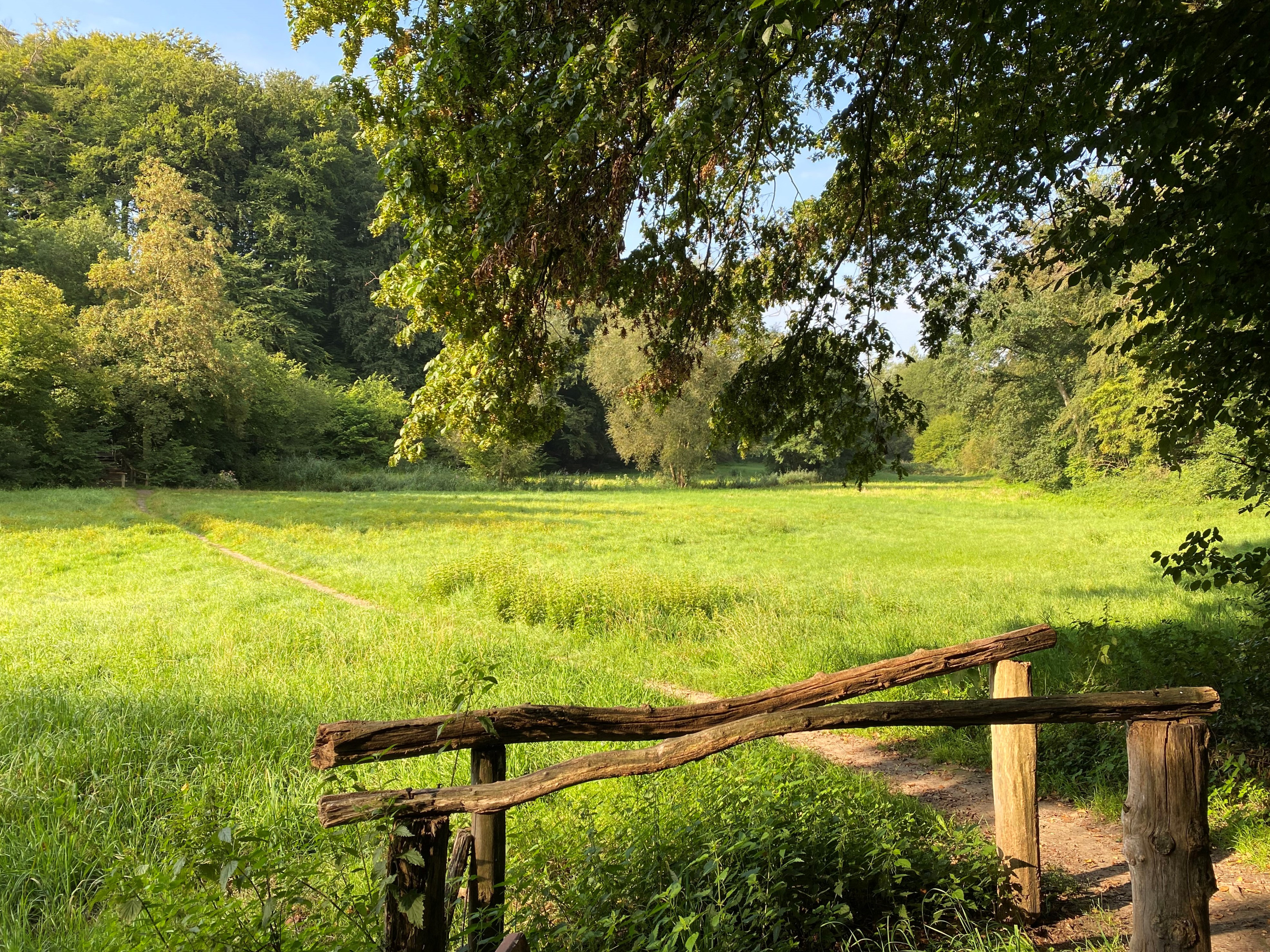
Abzweig ins Dorper Bachtal (Maria im Tal)
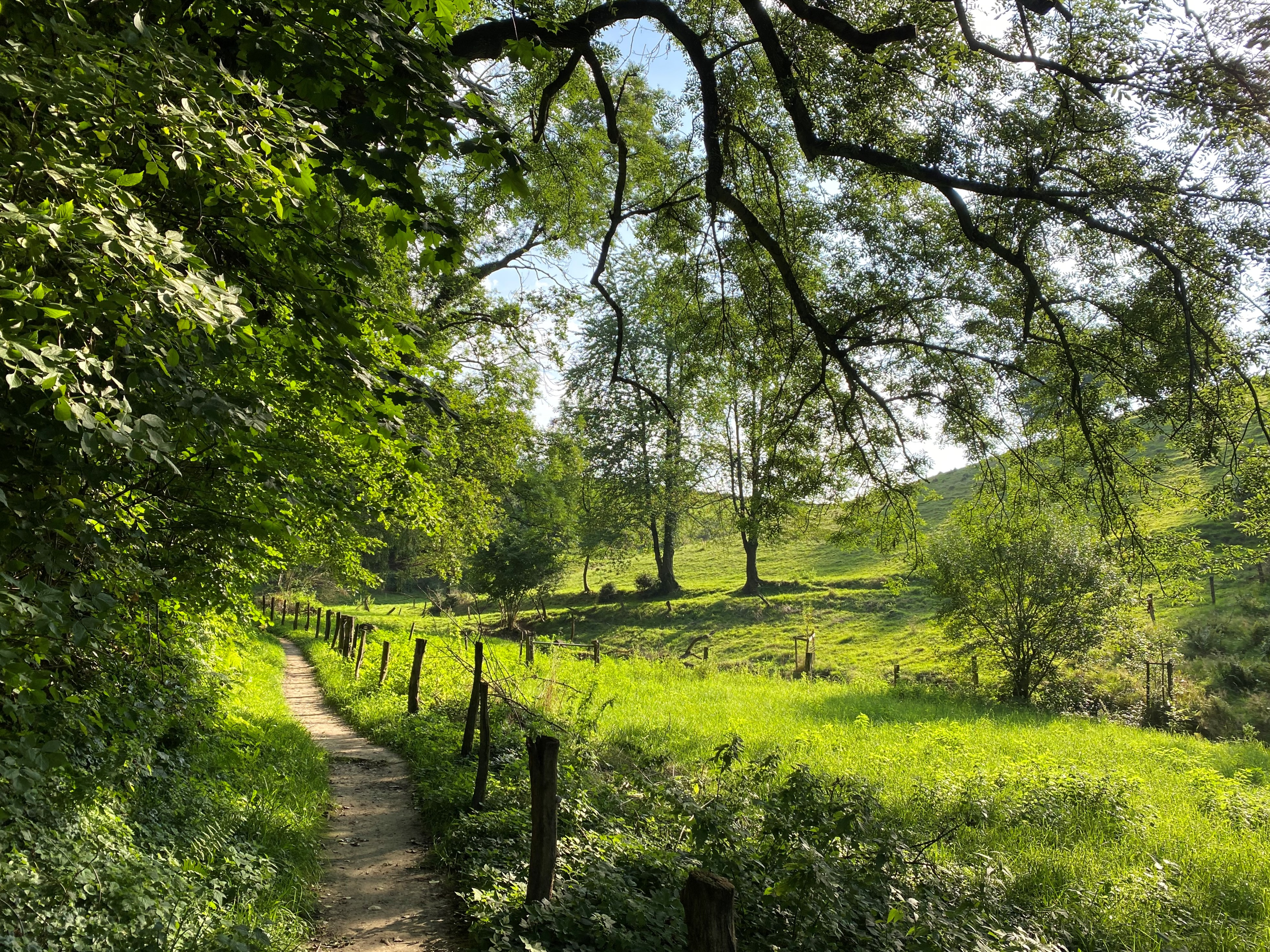
Dorper Bachtal
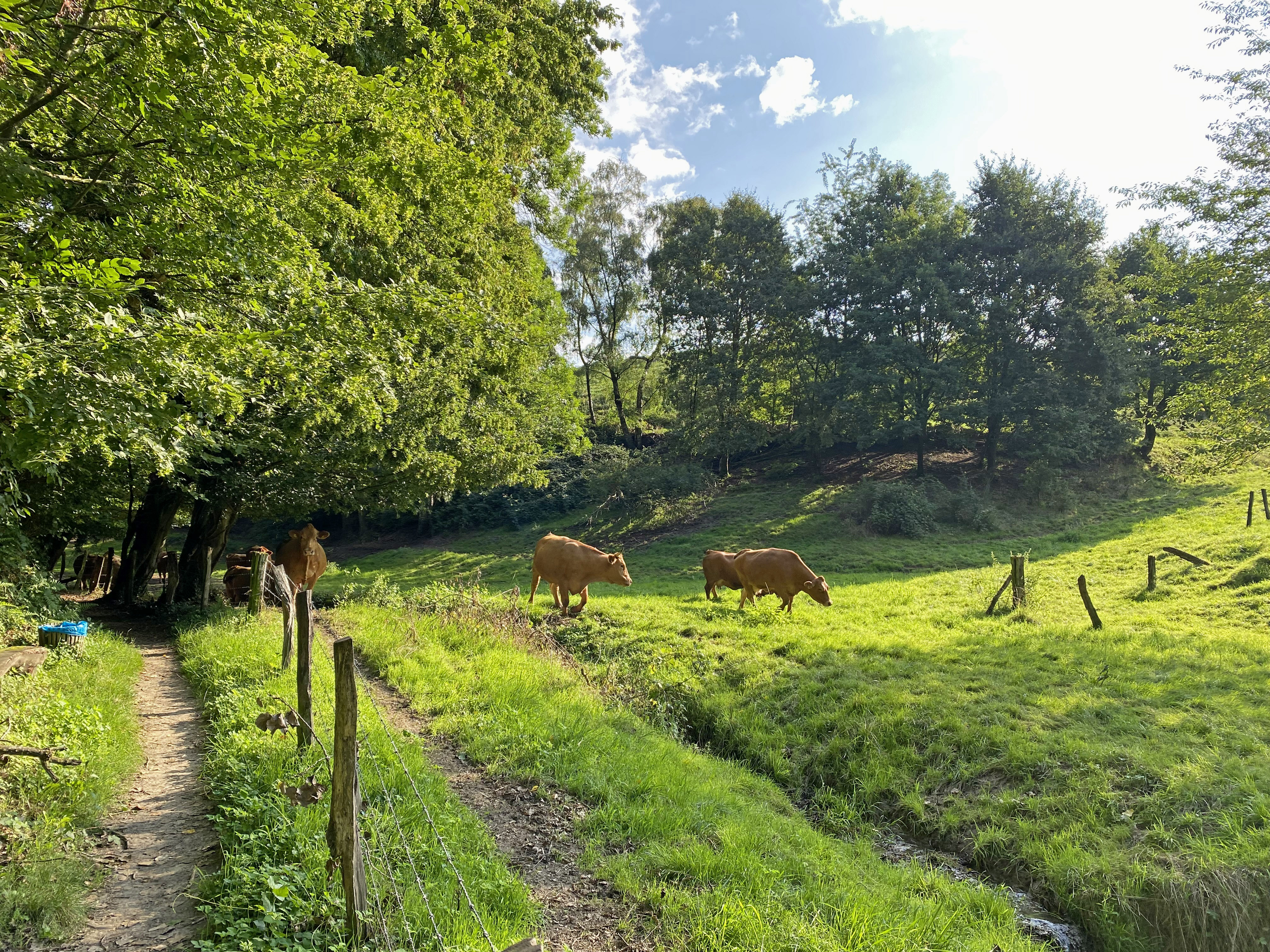
Rinderweide im Dorper Bachtal
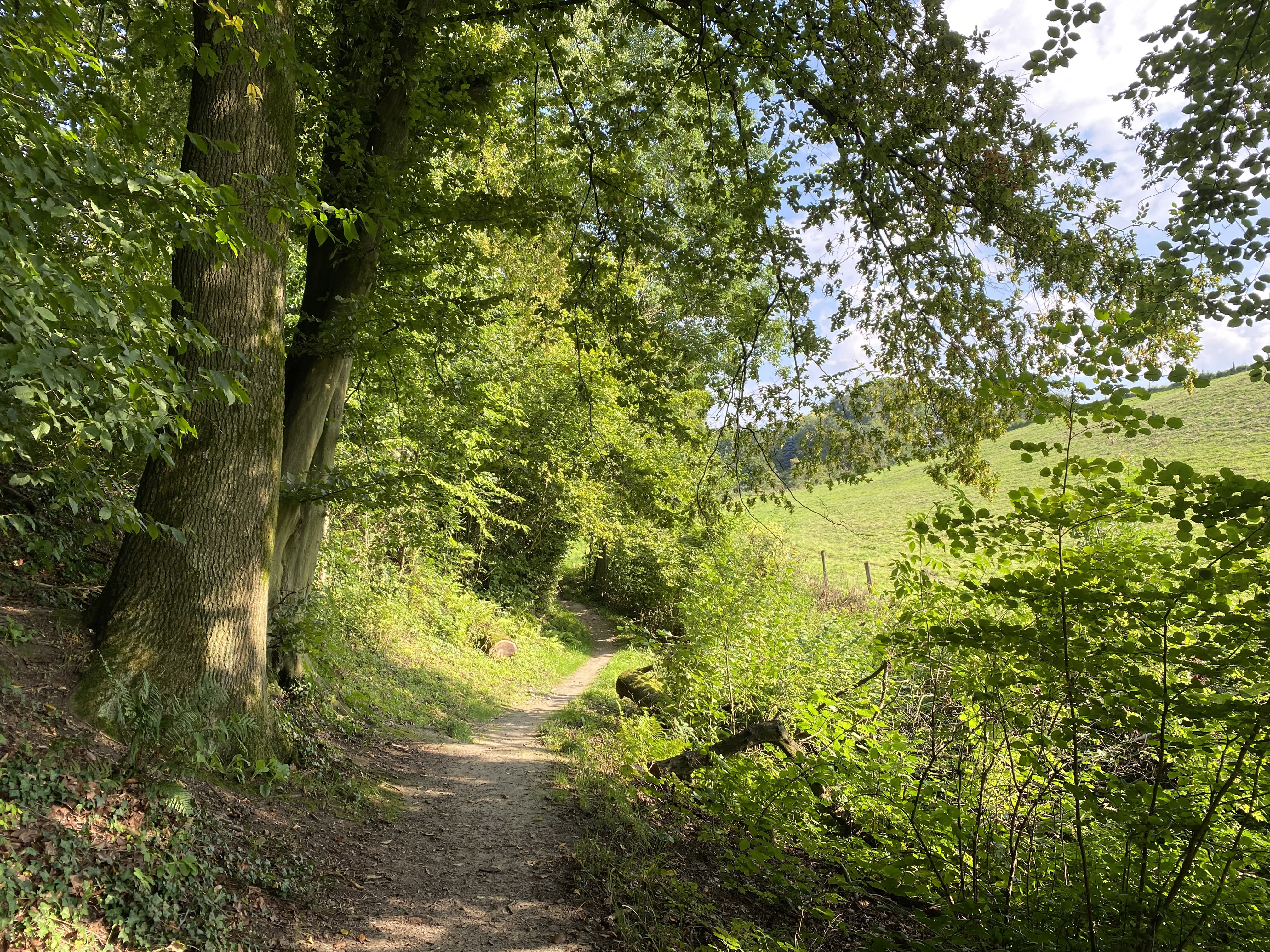
Wanderweg A1 Dorper Bachtal
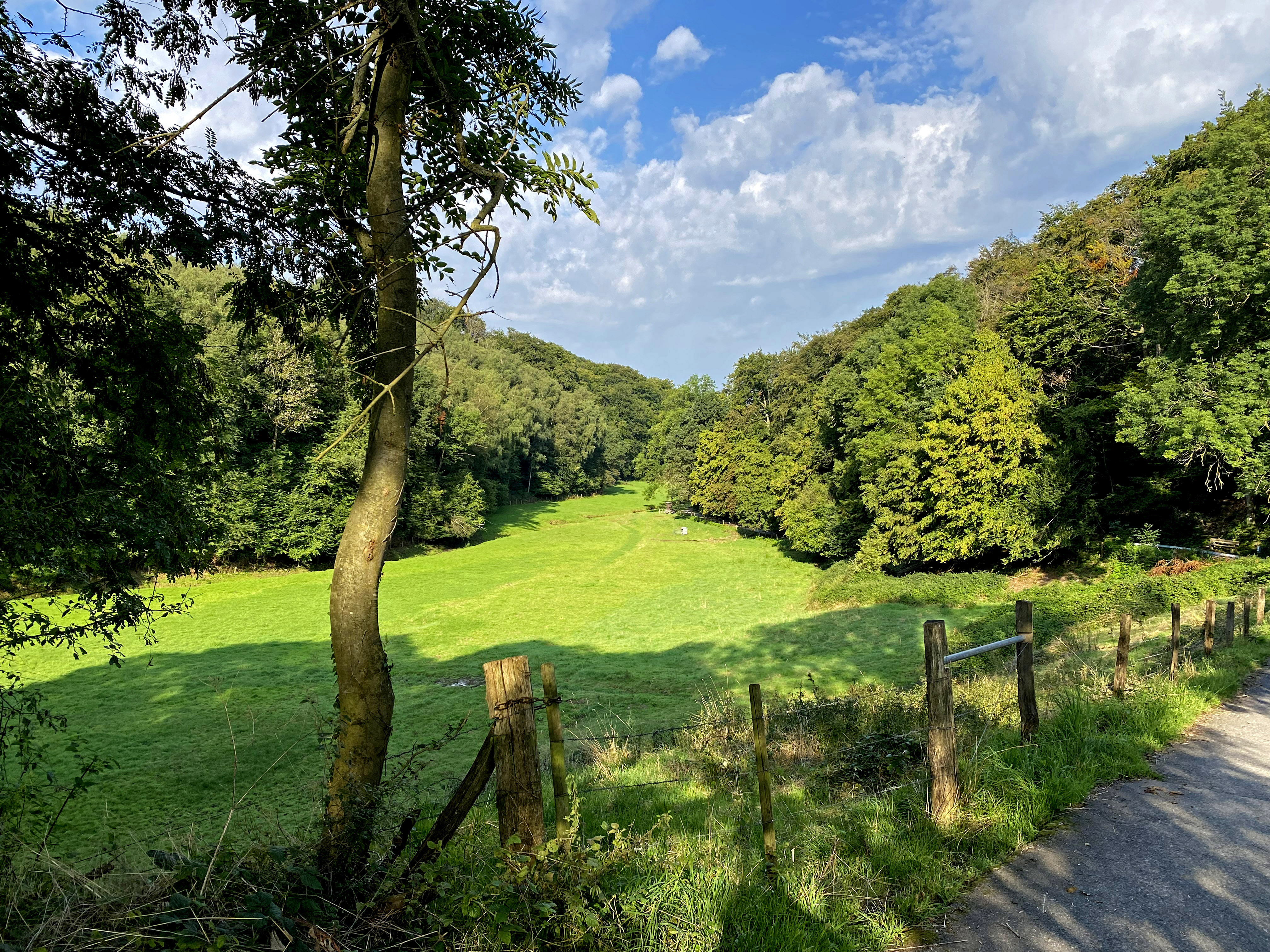
Stindertalweg
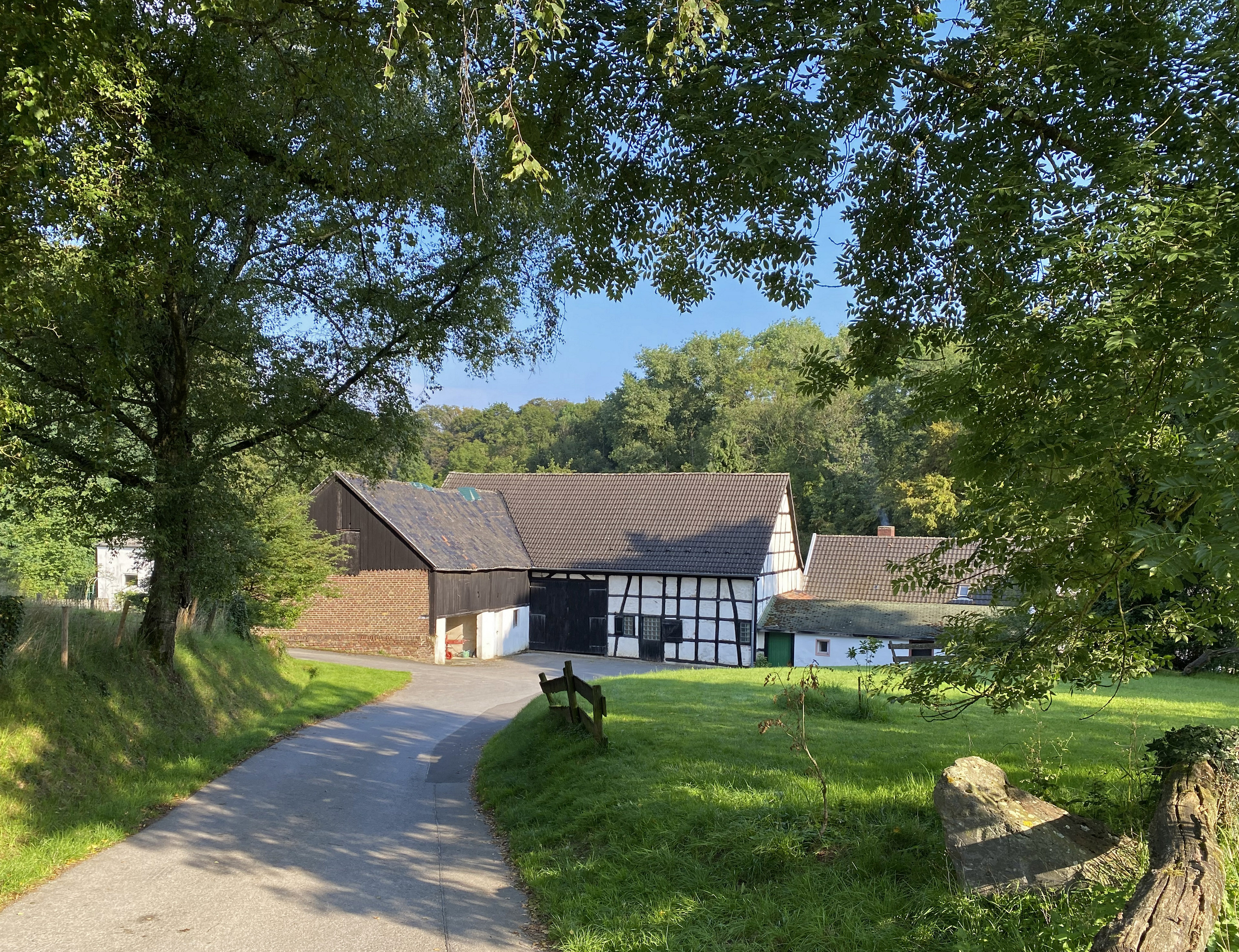
Stindermühle
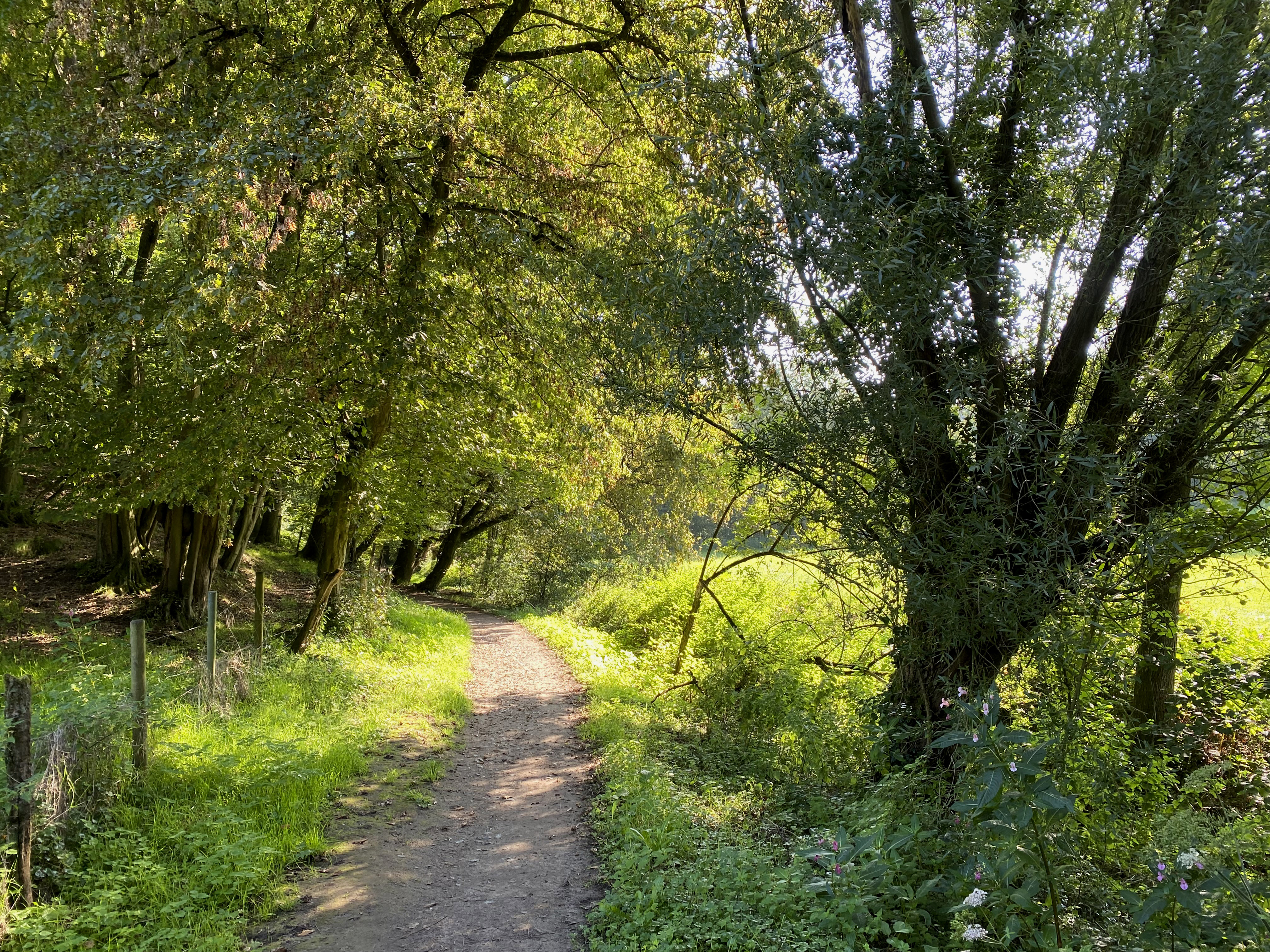
Wanderweg durch das NSG
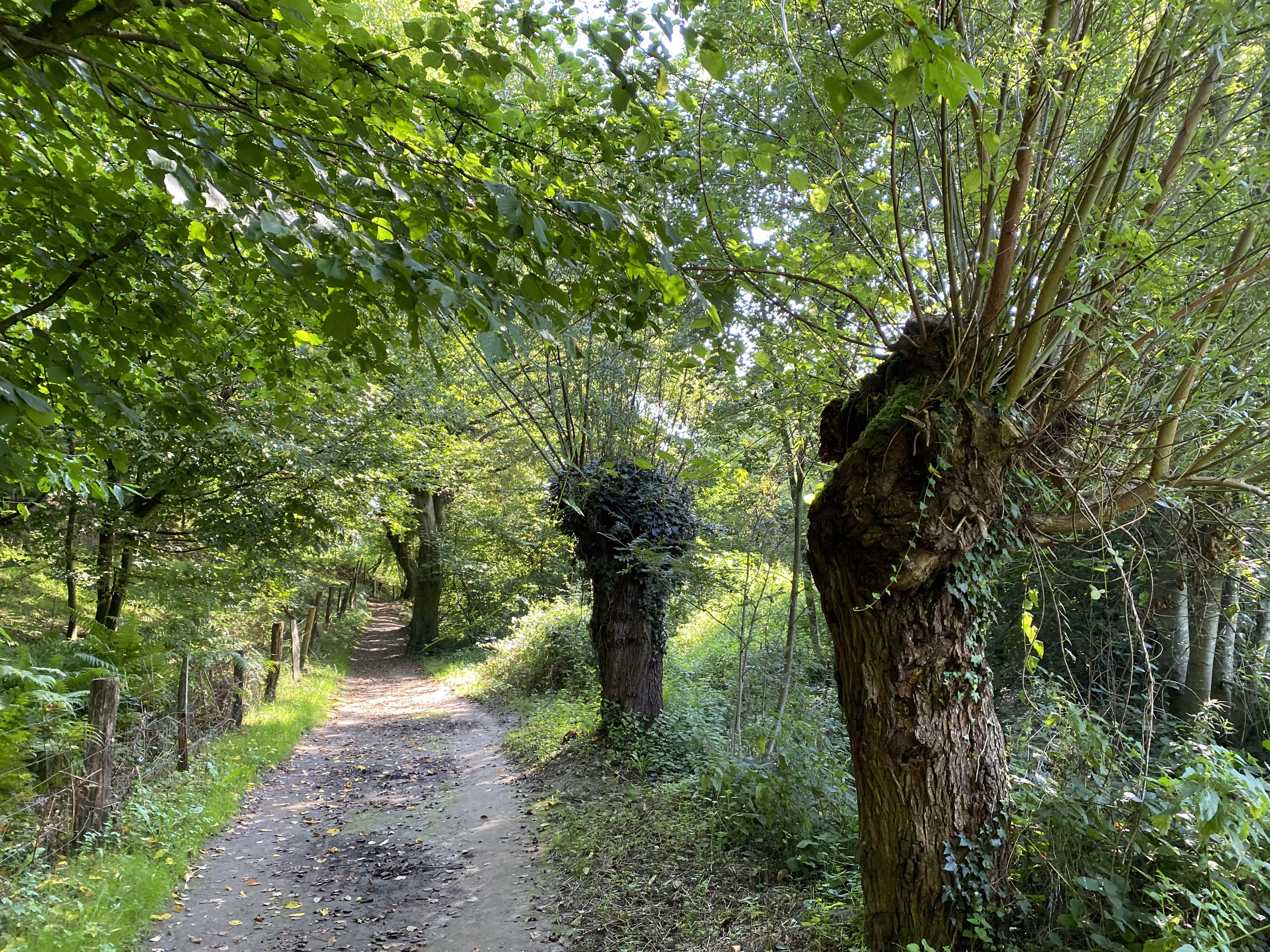
Kopfweiden
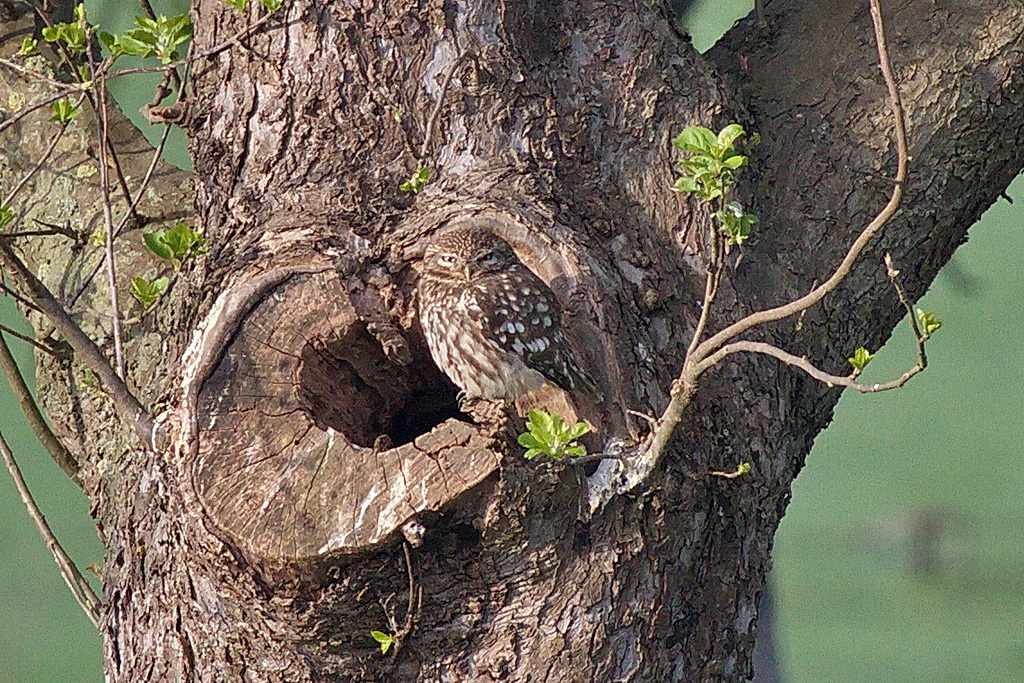
Steinkauz – brütet im NSG
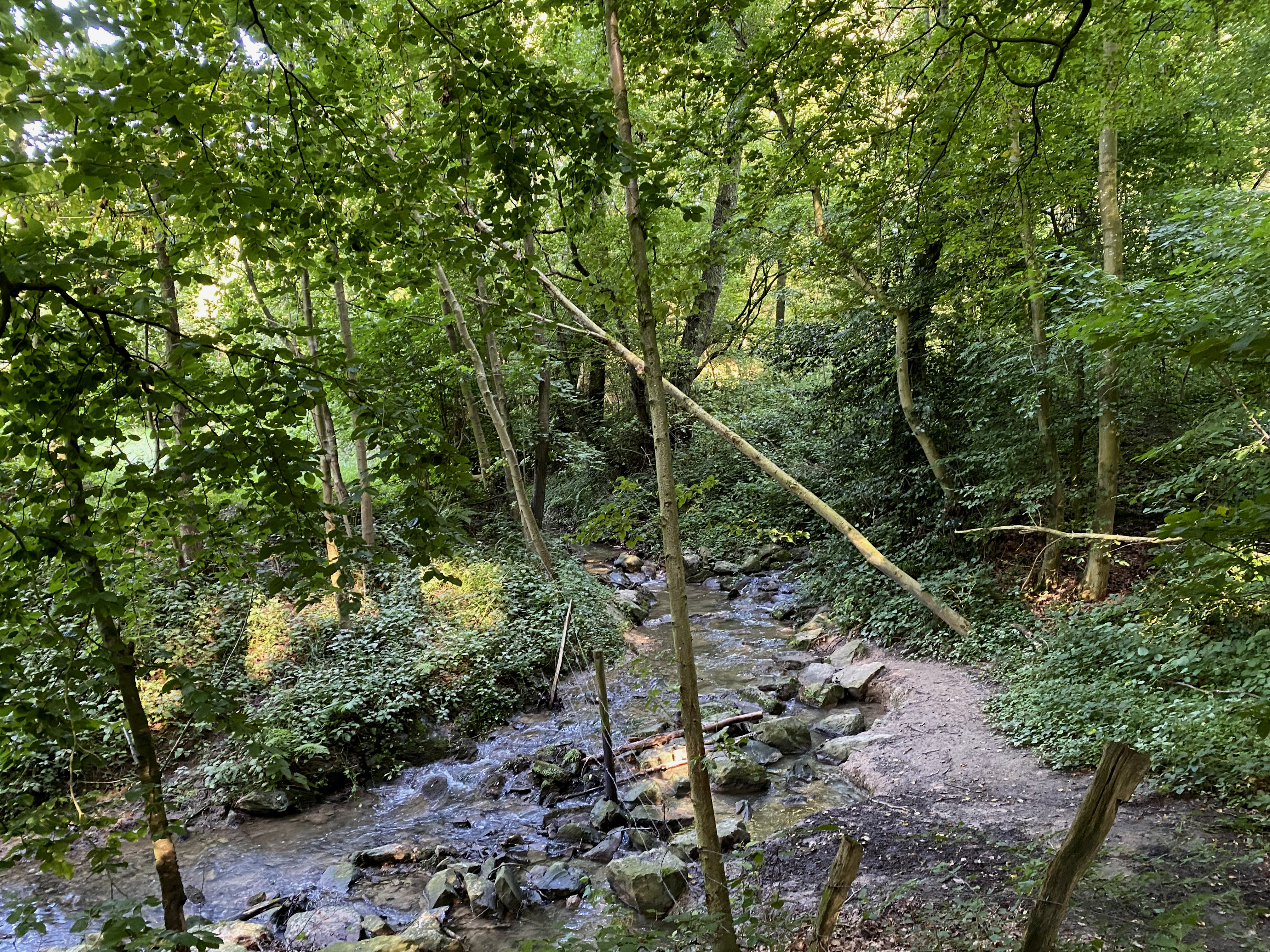
Stinderbach unterhalb des ehem. Fischteiches
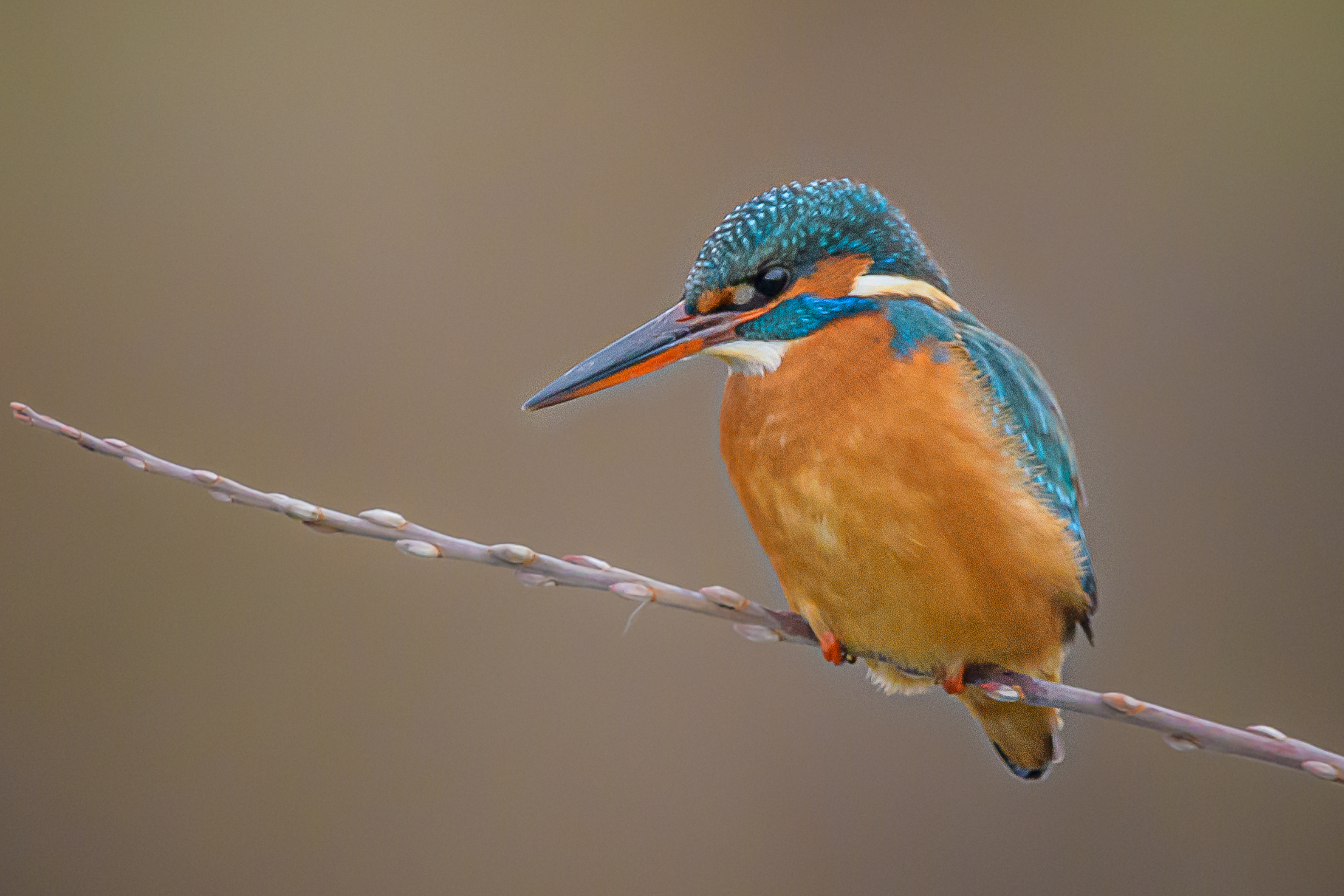
Eisvogel jagt im Stinderbachtal
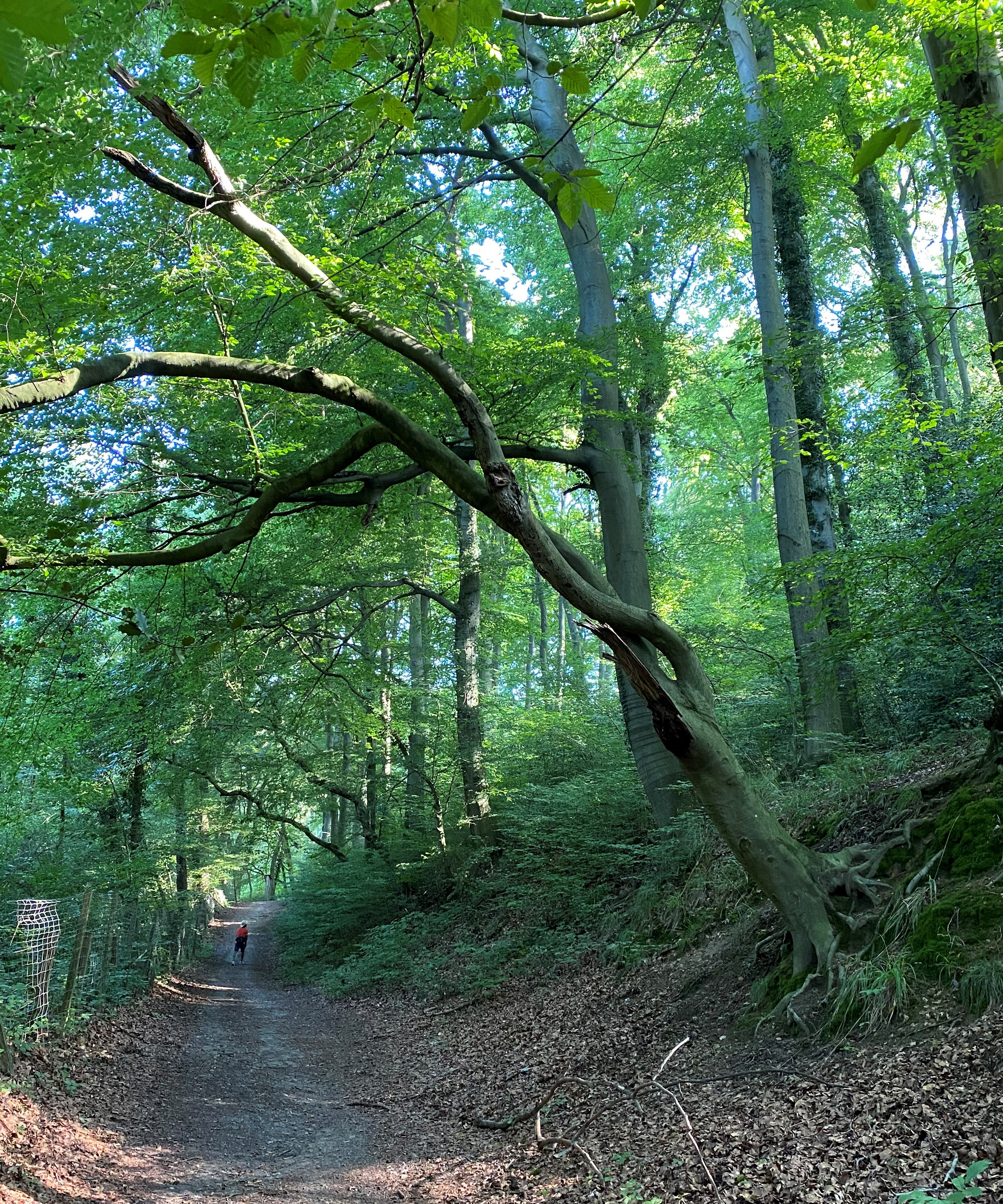
Buchenwald am Südrand des NSG
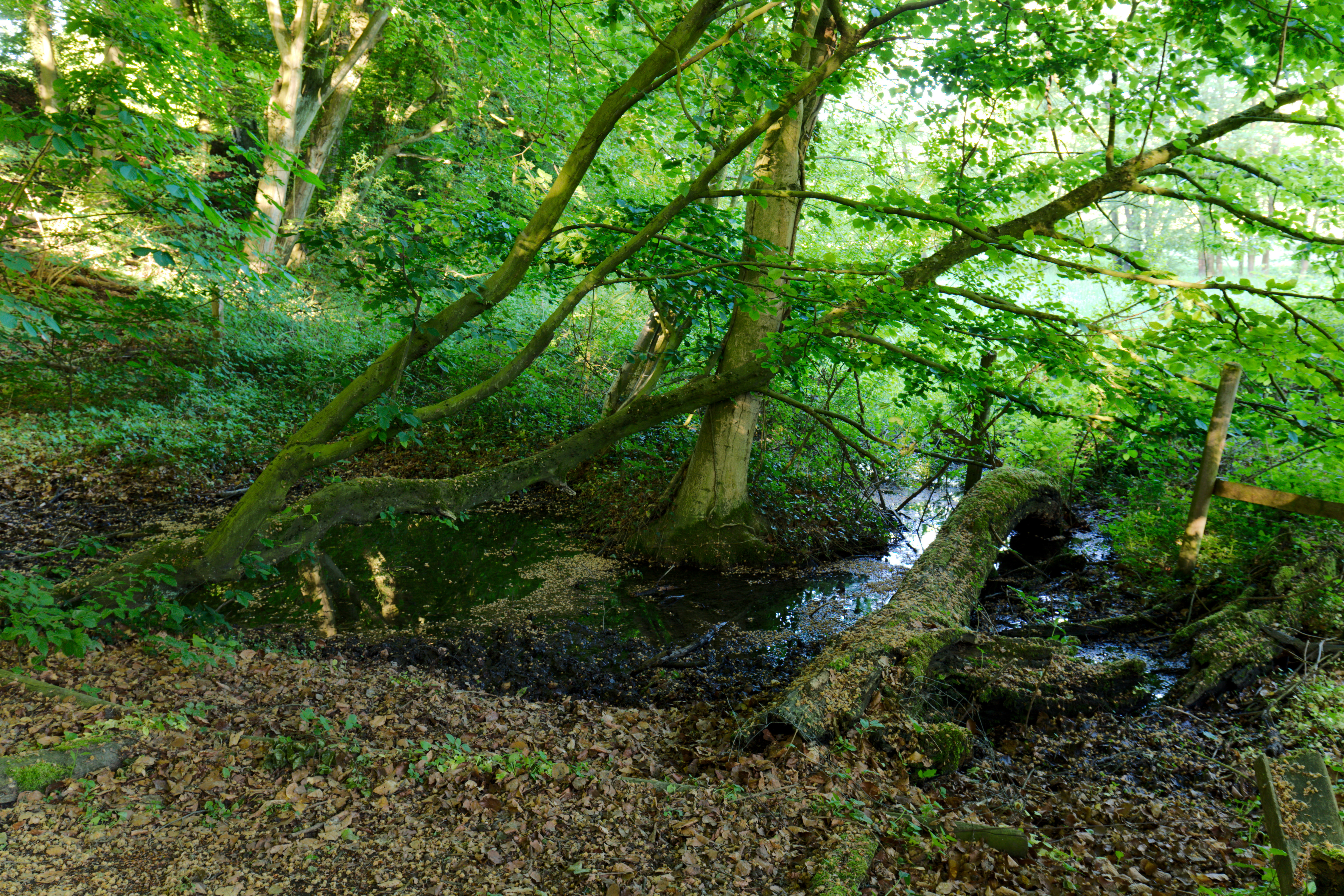
Stinderbachtal – Tümpel mit Totholz
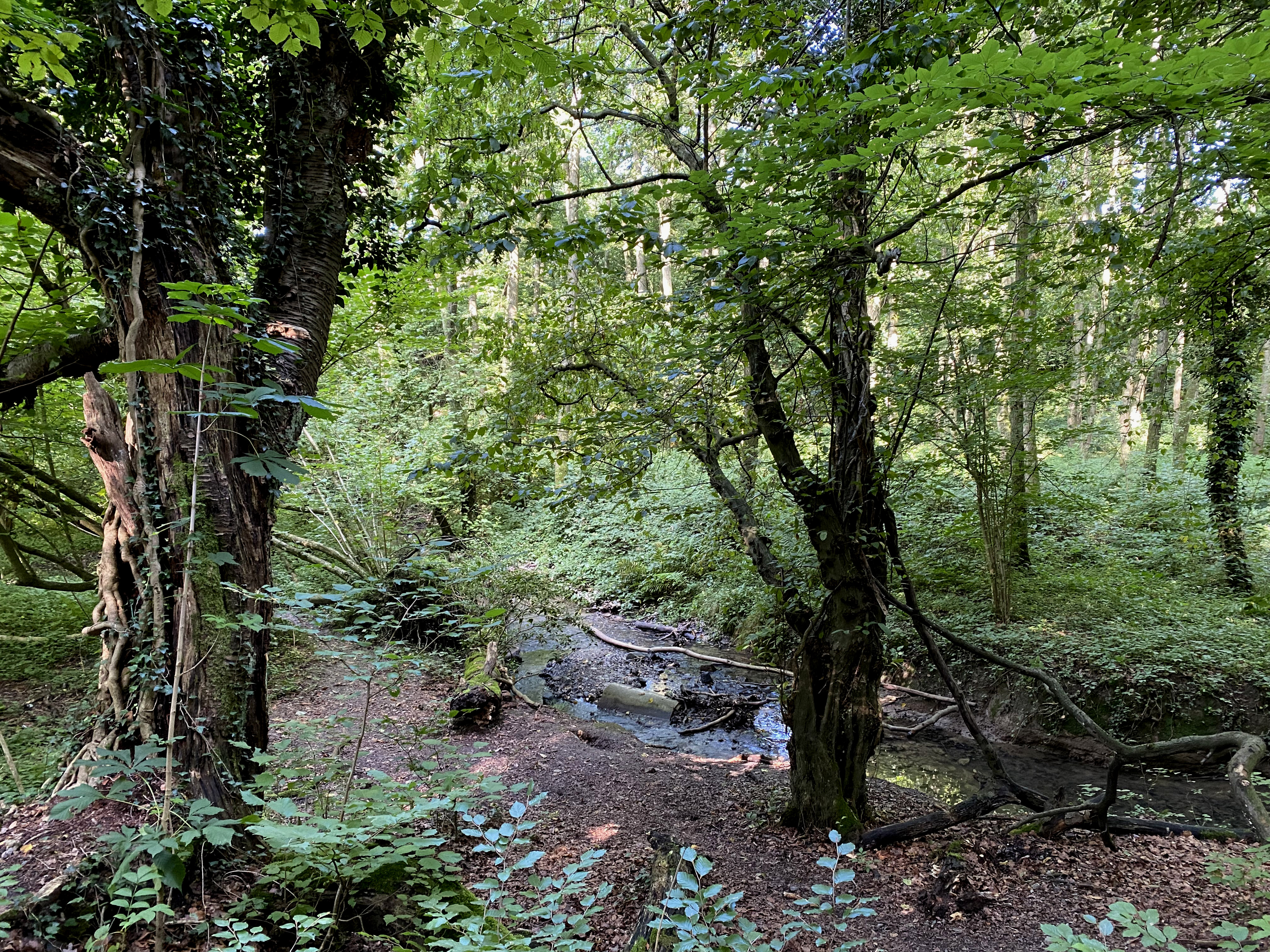
Erlen-Auwald im oberen Stinderbachtal
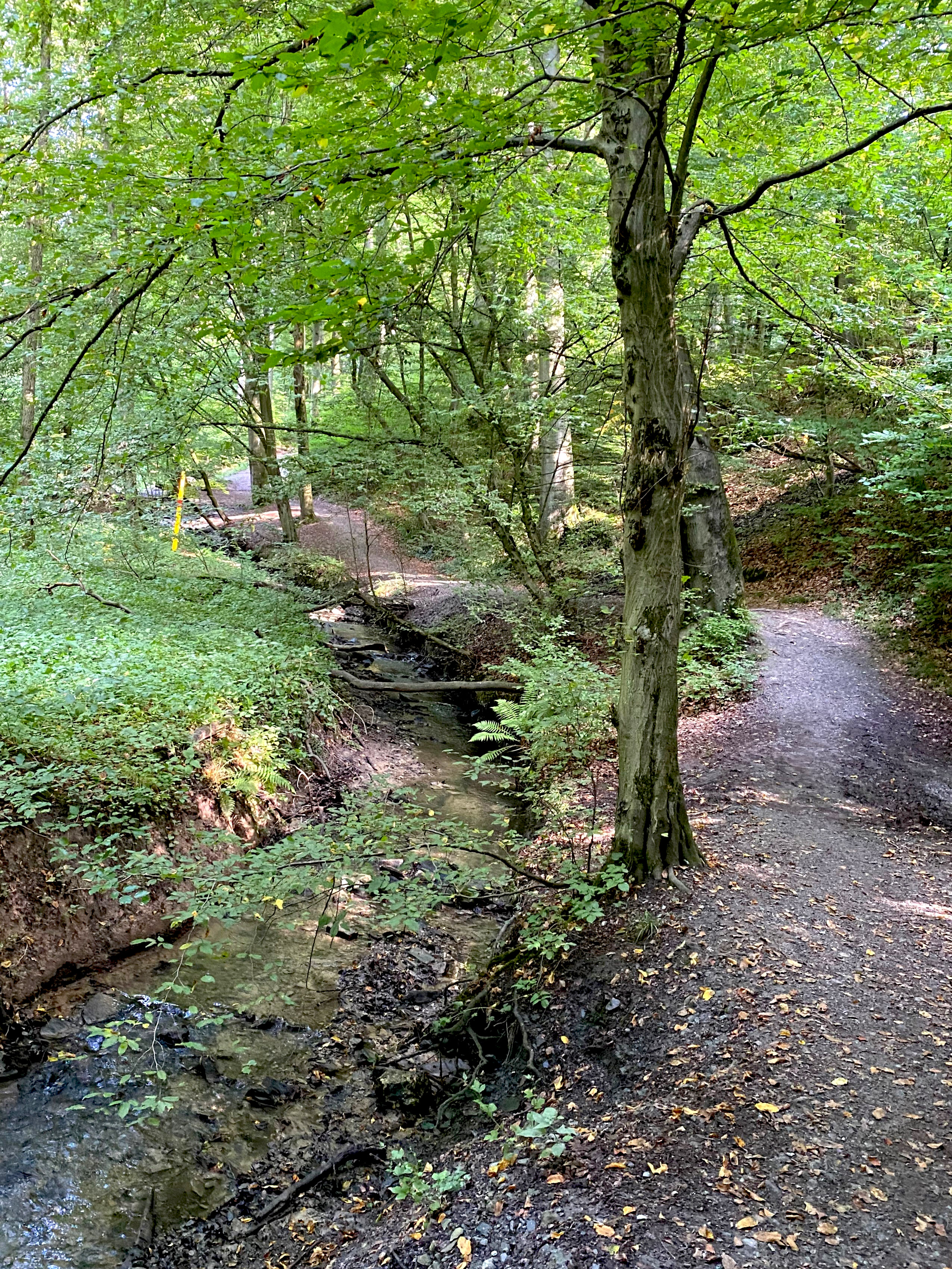
Stinderbach Oberlauf
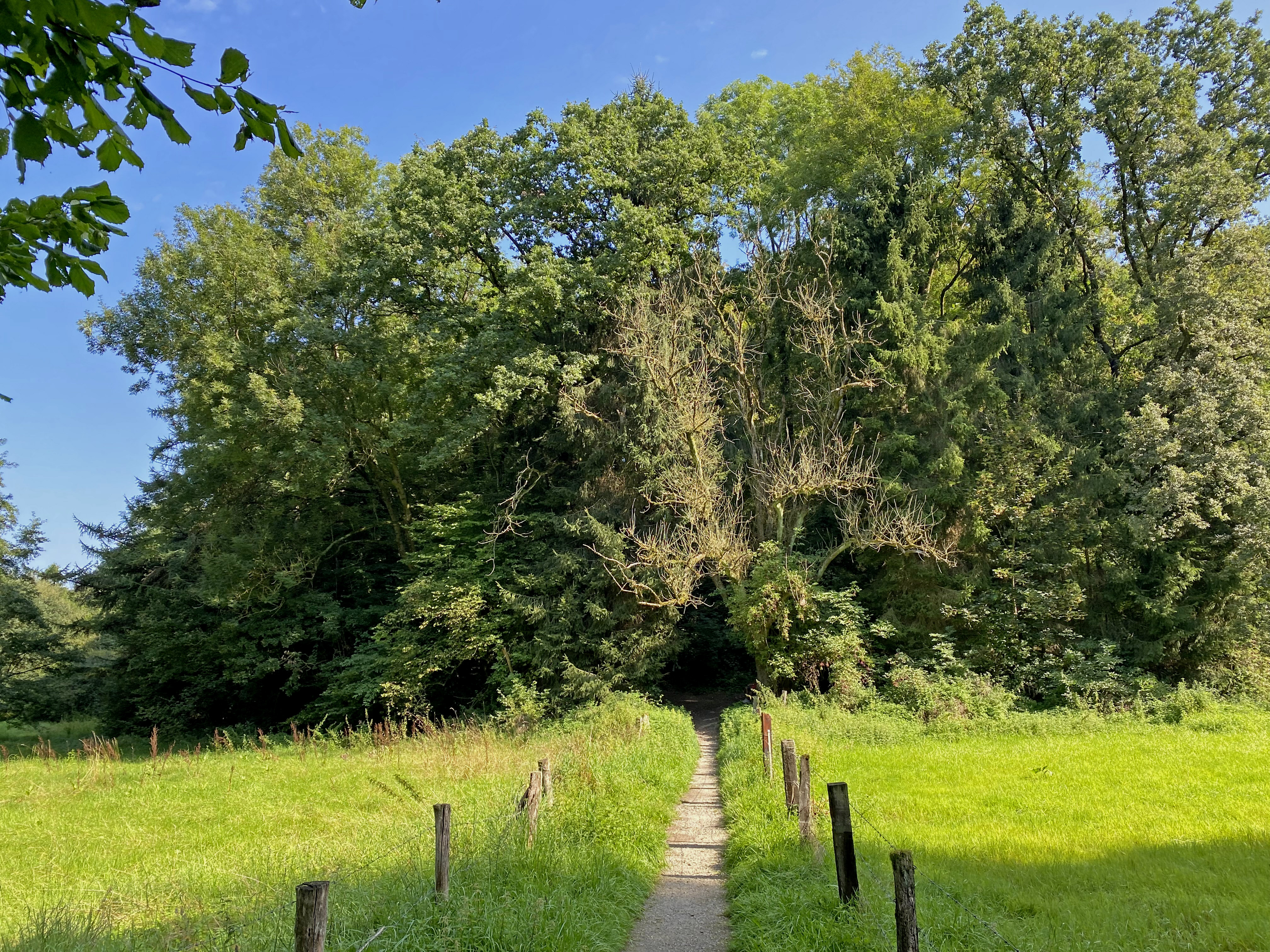
Laubwald säumt die Talaue
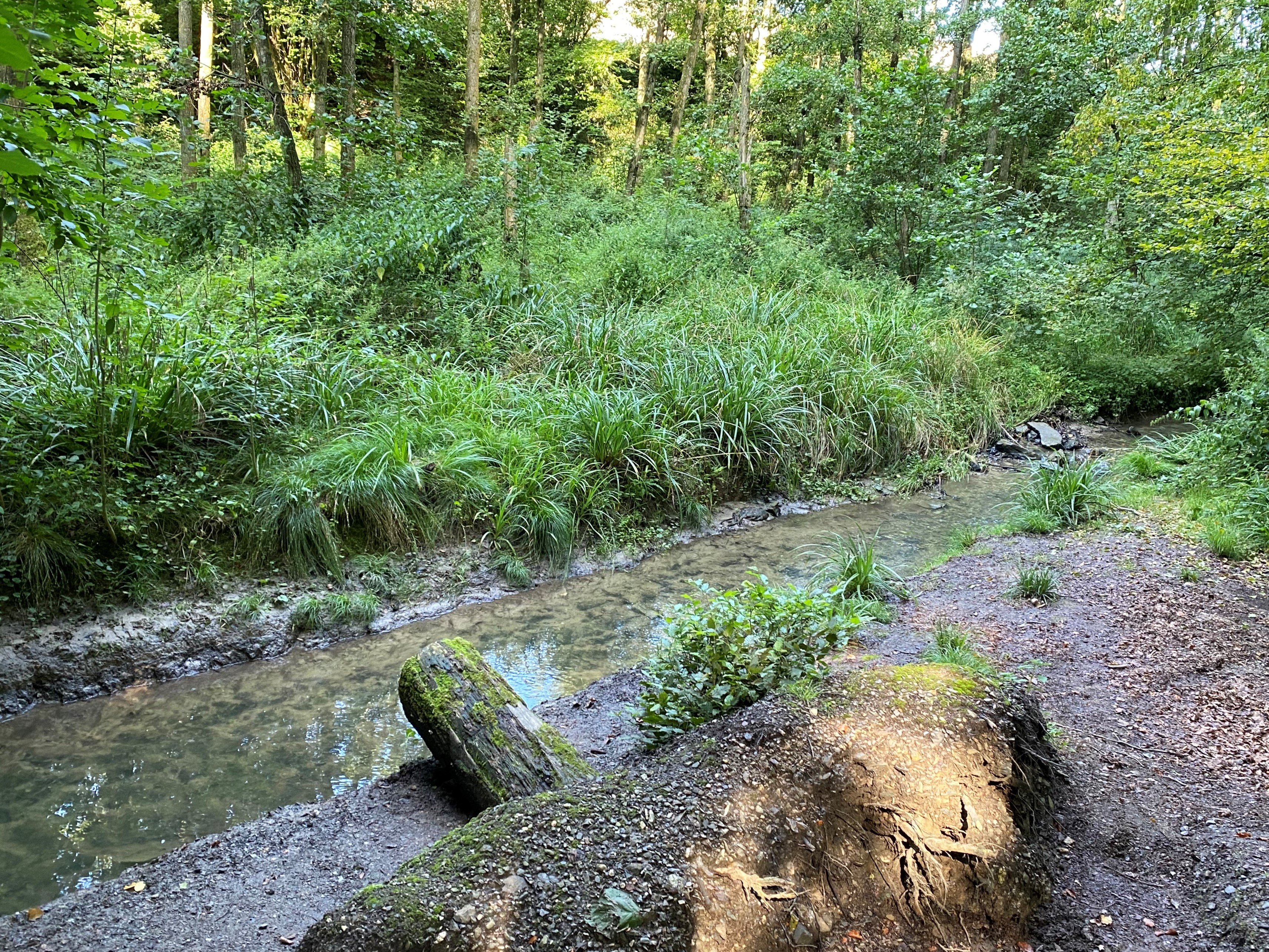
Seggenbestand am oberen Stinderbach